# Erzherzog Albrecht-Bahn

Das Streckennetz der Erzherzog Albrecht-Bahn

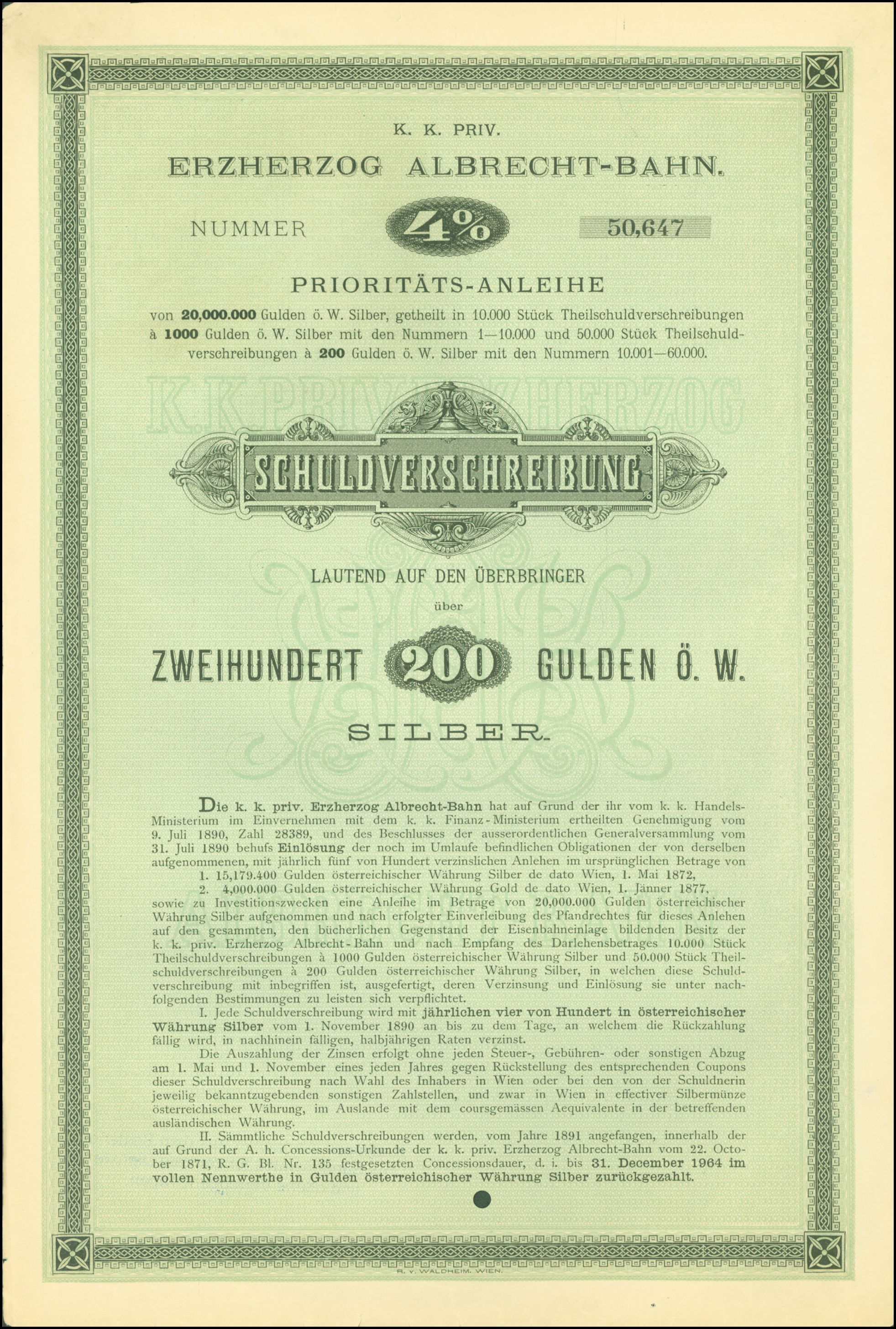
Schuldverschreibung über 200 Kronen der k. k. priv. Erzherzog Albrecht-Bahn vom 1. November 1890

Die Erzherzog Albrecht-Bahn (EAB; polnisch: Kolej Arcyksięcia Albrechta) war eine Eisenbahngesellschaft in Österreich, deren Strecken auf dem Staatsgebiet der heutigen Ukraine lagen. Sie war nach dem österreichischen Erzherzog Albrecht von Österreich-Teschen benannt.

## Geschichte
Die Bahngesellschaft entstand im Zuge des Ausbaus der Eisenbahnen in Galizien, im Speziellen sollte eine Eisenbahn von Lemberg ausgehend die Strecke über Stryj nach Stanislau und in die Karpaten weiter nach Ungarn erschließen. Geplant waren die Strecken Lemberg–Stryj mit der Option auf Weiterbau nach Munkács in Ungarn sowie eine Zweigbahn von Stryj nach Stanislau.
Um die Konzession, welche am 22. Oktober 1871 bewilligt wurde, suchte eine Gruppe mit dem Fürsten Calixtus Poniński, dem Fürsten Adam Schein, dem Fürsten Jerome Schein, Dr. Tadeusz Rayski, Charles Hubicki und Galizischen Nationalbank an; diese Gruppe gründete am 17. Februar 1872 zu diesem Zweck eine Aktiengesellschaft mit dem Namen k.k.priv. Erzherzog Albrecht-Bahn auf Grundlage des am 12. Februar 1872 behördlich genehmigten Statuts.
Nach fast zweijähriger Bauzeit eröffnete am 16. Oktober 1873 die Eisenbahnlinie Lemberg–Stryj, am 1. Januar 1875 folgte dann die Eisenbahnstrecke Stryj–Stanislau.
Zu Beginn des Jahres gehörten 16 Lokomotiven, 34 Personenwagen und 403 Güterwagen zum Bestand der Gesellschaft, mit der Eröffnung der zweiten Strecke nach Stanislau kamen noch 13 Personenwagen und 103 Güterwagen dazu.  
Am 18. Mai 1883 wurde mit den k.k. Staatsbahnen (kkStB) ein Betriebsvertrag geschlossen, der am 1. Januar 1884 in Kraft trat. Von nun an gehörte die EAB faktisch zum Netz der kkStB.
Im Anschluss an die Bahnstrecke nach Stanislau wurde am 8. Juli 1883 noch die Lokalbahn Dolina–Wygoda eröffnet. Die Konzession zum Betrieb der Bahn wurde am 3. März 1883 erteilt.
Die kurze Bahnstrecke diente neben der Personenbeförderung hauptsächlich dem Transport von Holz zu einem großen Sägewerk in Wyhoda.
Wegen der sich immer verschlechternden finanziellen Lage der Gesellschaft wurde die Bahn am 1. Januar 1892 verstaatlicht. Infrastruktur und Fahrzeuge gehörten fortan zum Netz der kkStB.

## Strecken
- Lemberg–Stryj (73,45 km)
- Stryj–Stanislau (107,5 km)
- Dolina–Wygoda (8,612 km)

## Lokomotiven
| Lokomotiven der Erzherzog Albrecht-Bahn | Lokomotiven der Erzherzog Albrecht-Bahn | Lokomotiven der Erzherzog Albrecht-Bahn | Lokomotiven der Erzherzog Albrecht-Bahn | Lokomotiven der Erzherzog Albrecht-Bahn | Lokomotiven der Erzherzog Albrecht-Bahn | Lokomotiven der Erzherzog Albrecht-Bahn | Lokomotiven der Erzherzog Albrecht-Bahn |
| --------------------------------------- | --------------------------------------- | --------------------------------------- | --------------------------------------- | --------------------------------------- | --------------------------------------- | --------------------------------------- | --------------------------------------- |
| EAB-Nr.                                 | Name                                    | Anzahl                                  | Hersteller                              | Baujahr                                 | Achsformel                              | kkStB-Nr.                               | Anmerkungen                             |
| 1–16                                    | ALBRECHT                                | 16                                      | Sigl/Wr. Neustadt                       | 1873–1874                               | C n2                                    | 46.01–16                                |                                         |
| 1"–2"                                   |                                         | 2                                       | Wr. Neustadt                            | 1882                                    | B n2t                                   | 85.08–09                                |                                         |
|                                         | BOJAN                                   | 1                                       | MW&C                                    | 1865                                    | C n2t                                   | 95.01                                   | 1874 von LCJE übernommen                |